# ロストック

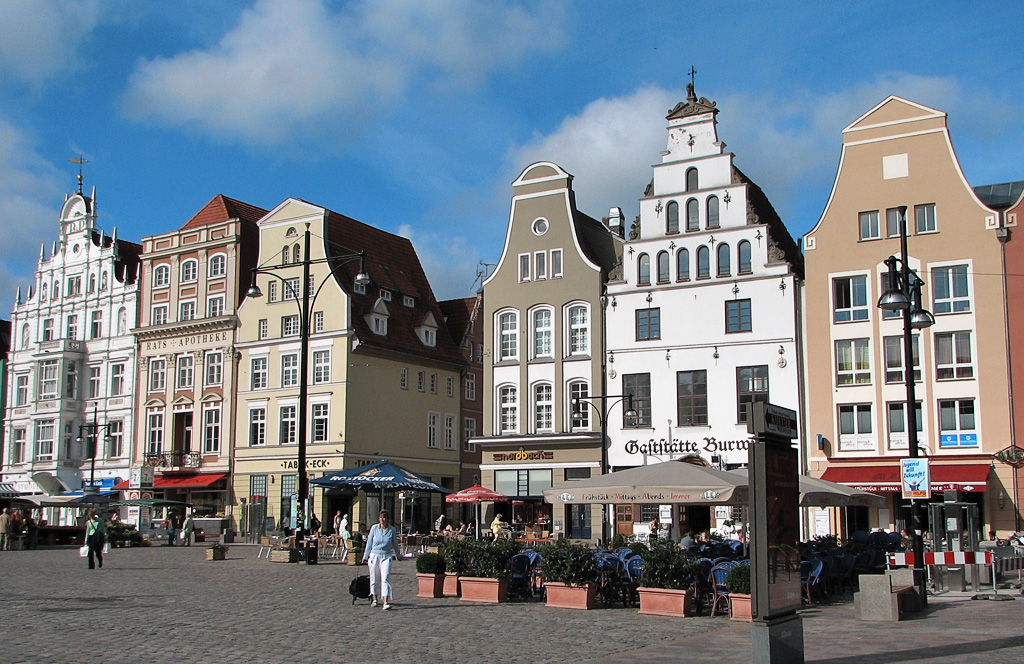
ロストックの街並

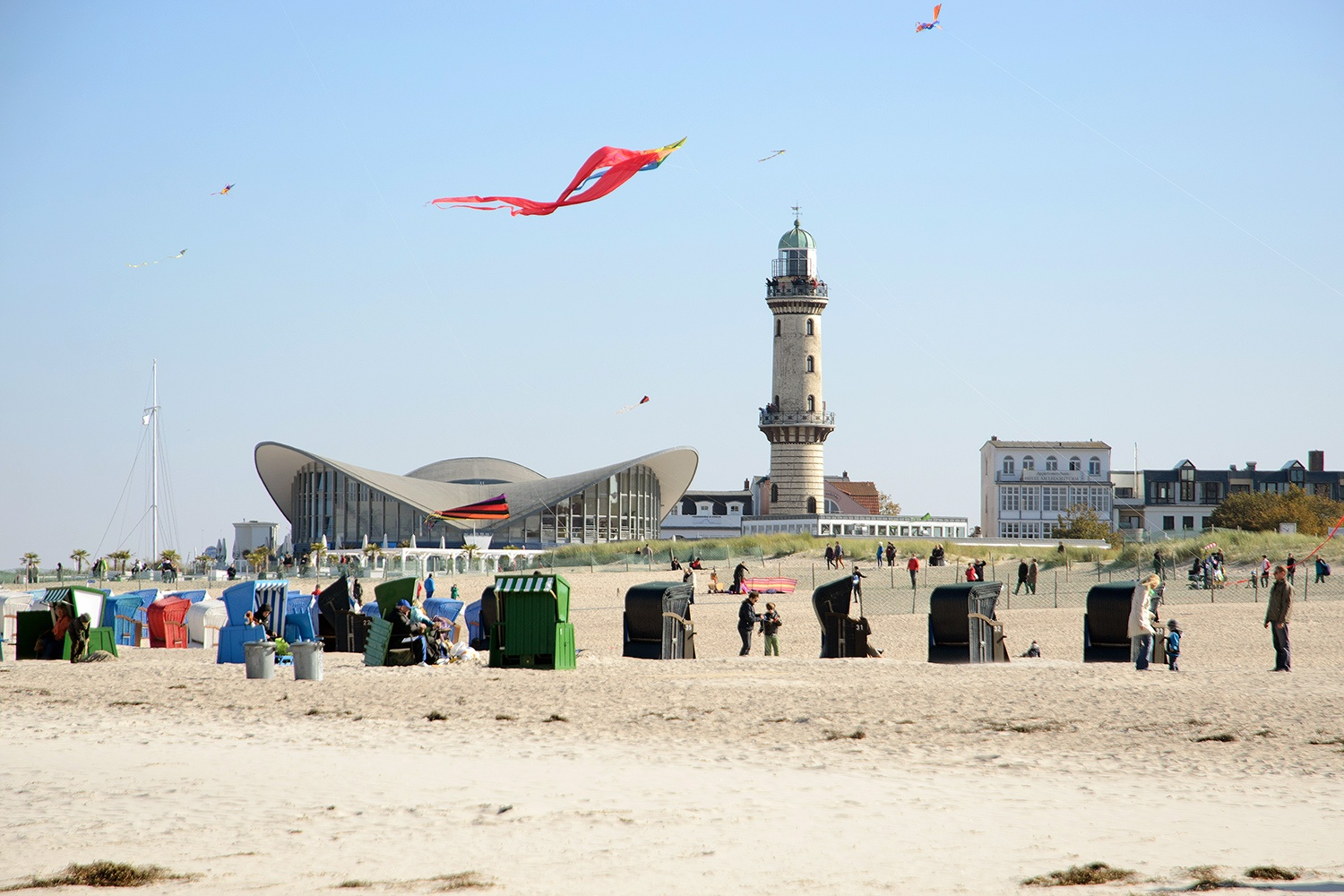
ヴァーネミュンデ

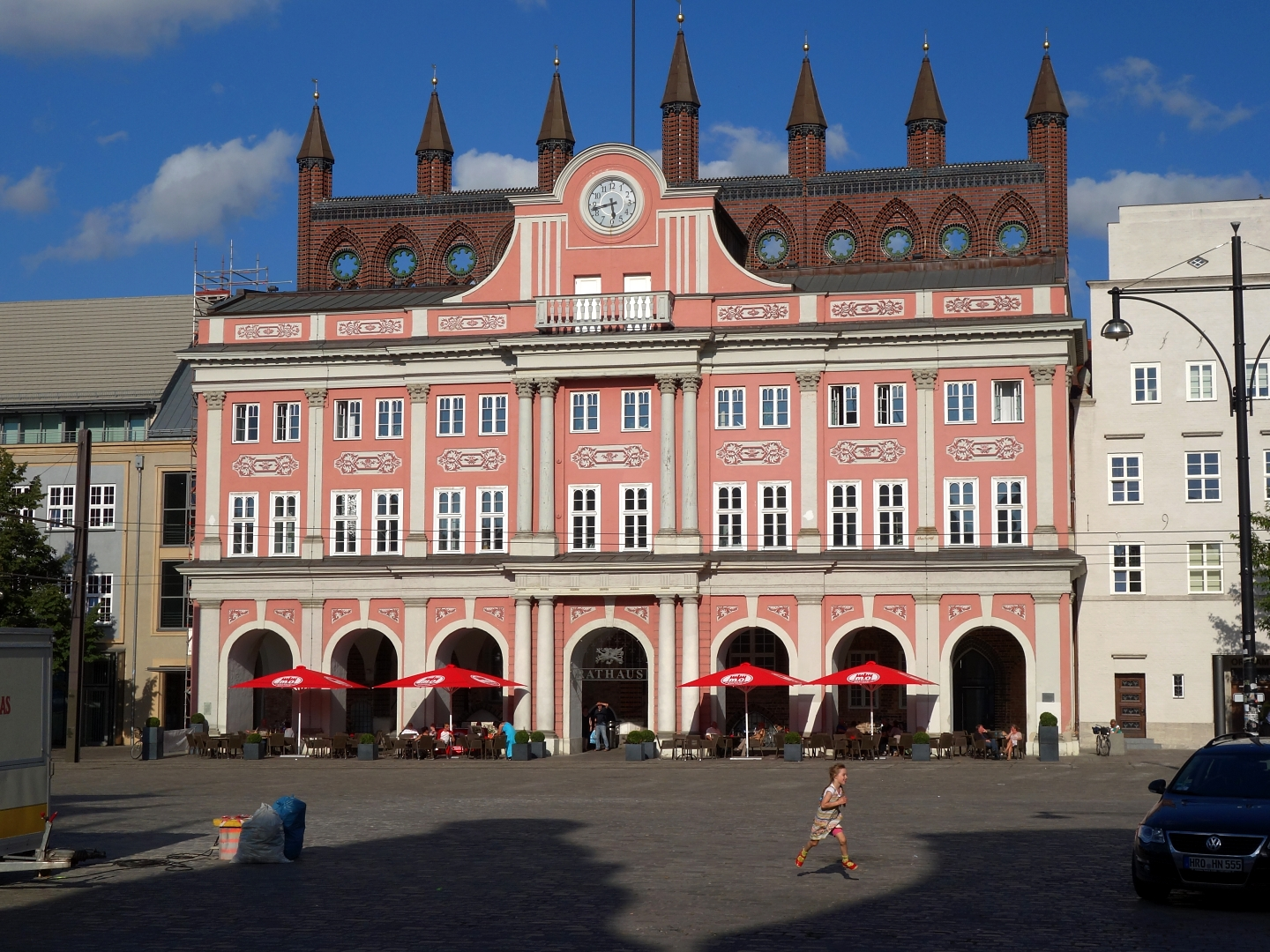
市庁舎

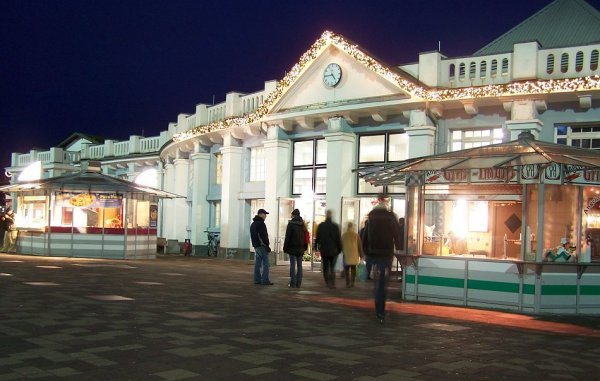
ロストック中央駅

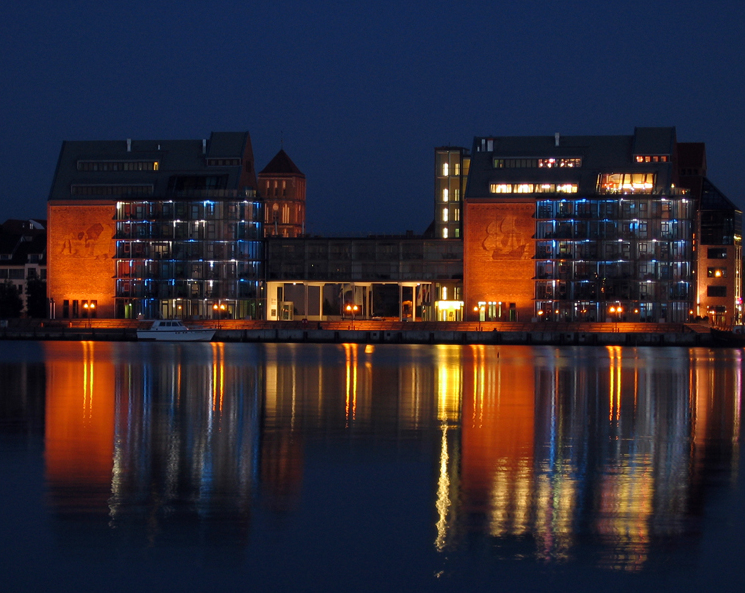
夜の海運会社

ロストック (Rostock) は、ドイツ連邦共和国北部、メクレンブルク＝フォアポンメルン州の都市である。バルト海に面する港湾都市で、中世のハンザ同盟の中心都市、また旧東ドイツ最大の港湾都市であった。人口は約21万人。ロストク、ロシュトック、ロシュトクとも表記される。
バルト海に面した北側を除いて周囲をロストック郡に囲まれているが、郡には属さない郡独立市である。

## 歴史
地名の古い形は >Rozstoc< (1171) であり、「水の流れが分かれる場所」を意味する古ポラーブ語 >rostok< に由来する。
7世紀以後スラブ人がこの地で活発な経済活動を行った痕跡がある。1161年スラブ人の城塞がキリスト教徒軍によって破壊された。その頃シトー会によるキリスト教伝道が行われた。1218年には関税免除（Zollfreiheit）とリューベック・参事会会員選挙法（lübeckisches Ratswahlrecht）が認められた。14世紀に入ると自治権の拡大と周辺村落の獲得が進んだ。遠隔地貿易が盛んで、穀物、ビール、ホップ、麦芽を輸出し、海塩、フランドルの織物、毛皮製品、干鱈を輸入した。1358年以降はハンザの中核地域に含まれ、リューベックやヴィスマールと並ぶ、ハンザ同盟の主要都市として発展した。15世紀末には、外地に出かけて商業を営む者たちの渡航者団体が6個あった。中世の人口は10000と18000の間、1 ha当たり158人であった（エーディト・エネン）。中世末期、22個の市門を擁する市壁内の面積は約 80 ha、人口約 11000 であった（B.-U. Hergemöller）。
1419年に設立されたロストック大学は、バルト海沿岸地域における初の大学である。第二次世界大戦では激しい空爆の対象となり、街の多くが破壊された。戦後はドイツ民主共和国（東ドイツ）の一部となり、ロストック県の県都となった。東ドイツ時代は人民海軍の司令部や基地が置かれていた。統一後もドイツ海軍の海軍局本部がロストックに置かれ、2012年からは海軍司令部が置かれている。
1510年頃にはじめて出版されたドイツの民衆本『ティル・オイレンシュピーゲルの愉快ないたずら』、その主人公は第50話において、ザクセンの国の仕立て屋全員に手紙を書き、ロストック滞在中の自分のところに集まれば、「末代まで役立つ技術を教える」と約束する。集まった仕立て屋は「針に糸を通すときには糸の末端に結び目を作っておくこと」という話を聞いて憤慨する。

## 教育
- ロストック大学
- ロストック音楽・演劇大学

## 文化
- ロストック国民劇場（ドイツ語版）
- ロストック北ドイツ・フィルハーモニー管弦楽団
- ロストック市立美術館（ドイツ語版）
- ロストック動物園（ドイツ語版） バルト海沿岸のドイツ国内最大の動物園。

## スポーツ
- ハンザ・ロストック - ブンデスリーガ所属のサッカークラブ
- ロストック・ピラニアス（ドイツ語版） - アイスホッケークラブ。旧ロストッカーEC。
- SVヴァルネミュンデ（ドイツ語版） -総合スポーツクラブ。男女バレーボールチームは2.リーガ所属。

## 観光
かつてハンザ同盟の交易の拠点として栄えた中世の町並みが今も残る。
- 旧市街
- 市庁舎
- 聖マリーエン教会
- 聖ペトリ教会
- ヴァルネミュンデ

## 交通

### 鉄道
- ロストック中央駅 (Sバーン、ノイシュトレーリッツ-ヴァーネミュンデ線、バート・クレイネン-ロストック線（ドイツ語版）、シュトラールズント-ロストック線（ドイツ語版）、ヴィスマール-ロストック線（ドイツ語版）)
- ロストック市電

### 水運
- ロストック港（ドイツ語版）

### 航空
- ロストック＝ラーゲ空港

### 道路交通

#### 高速道路
- A19
- A20

#### 国道
一般国道 (連邦道路)
- B103（ドイツ語版）
- B105（ドイツ語版）
- B110（ドイツ語版）

## 姉妹都市（友好都市）
- シュチェチン（ポーランド）1957年
- トゥルク（フィンランド）1959年
- ダンケルク（フランス）1960年
- リガ（ラトビア）1961年
- アントウェルペン（ベルギー）1963年
- オーフス（デンマーク）1964年
- ヨーテボリ（スウェーデン）1965年
- ベルゲン（ノルウェー）1965年
- ヴァルナ（ブルガリア）1966年
- リエカ（クロアチア）1966年
- ブレーメン（ドイツ）1987年
- 大連（中華人民共和国）1988年
- ローリー（アメリカ合衆国）2001年

## ロストック出身の著名人
- ゲプハルト・レベレヒト・フォン・ブリュッヒャー - プロイセン王国の軍人。ナポレオン戦争で活躍。
- ヤン・ウルリッヒ - 自転車プロロードレース選手。1997年ツール・ド・フランス総合優勝。
- クリスチャン・シェンク - 陸上競技選手。1988年ソウルオリンピック十種競技金メダル。
- アルブレヒト・コッセル - 医学博士。1910年ノーベル生理学・医学賞受賞。
- アンドレ・グライペル - 自転車プロロードレース選手。